# Хомайер, Карл Густав
Карл Густав Хомайер (нем. Carl Gustav Homeyer; 1795—1874) — немецкий юрист, профессор Берлинского университета.

## Биография
Карл Густав Хомайер родился 13 августа 1795 года в портовом городе Вольгасте, на территории нынешней земли Мекленбург-Передняя Померания. Его отец Иоганн Фридрих Хомайер был судовладелец и торговец зерном; мать Софи Доротея Дройсен. Изучал право в Берлинском университете под началом Савиньи, Эйхгорна и Гёшена.
Одной из основных заслуг учёного считается, в высшей степени ценные как в историко-филологическом, так и в юридическом отношении издание и обработка «Саксонского зерцала» в двух сочинениях: «Des Sachsenspiegel’s I Theil oder das sächs. Landrecht» (Берлин, 1827; 3-е изд. 1861) и «Des Sachsenspiegel’s II Theil» (Берлин, 1842—44). Присоединенная к этому сочинению монография «System des Lehnrechts» по тонкости юридической мысли, сжатости изложения и логической стройности считалась в своё время образцовой среди однородных немецких трудов.
Остальные работы работы Хомайера группируются по преимуществу около того же «Саксонского зерцала» и других средневековых юридических сборников; среди них: «Die deutschen Rechtsbücher des Mittelalters und ihre Handschriften», «Die Genealogie der Handschriften des Sachsenspiegels» и другие.
Погруженный в детальное изучение средневековой старины, Хомайер обладал широким взглядом на задачи истории права (он первый сделал попытку сближения общей истории германского права с северной, в очень ценных примечаниях к переводу Kolderup Rosenvinge’s «Grundriss af den danske Lovhistorie») и был одним из самых выдающихся практических юристов. Его деятельность как члена университетского и высшего берлинского суда и юридические мнения, подававшиеся им в качестве члена Королевского совета и синдика палаты господ, очень высоко ценилась современниками учёного.
Карл Густав Хомайер умер 20 октября 1874 года в городе Берлине.